# Tedros Redae
Tedros Redae (12 augustus 1991) is een Ethiopisch wielrenner

## Carrière
In 2016 won Redae de vierde etappe in de Tour Meles Zenawi, nadat hij in de eerste drie etappes telkens bij de beste acht eindigde. Hierdoor nam hij de leiderstrui over van Alem Grmay Abebe. Deze leiderstrui wist hij in de laatste etappe met succes te verdedigen, waardoor hij het eindklassement op zijn naam schreef.

## Overwinningen
2016
4e etappe Tour Meles Zenawi
Eindklassement Tour Meles Zenawi

## Resultaten in voornaamste wedstrijden
|      | \| Jaar \| \| WK op de weg \| \| ---- \| \| ------------ \| \| 2016 \| \| opgave \| |              |
| Jaar |                                                                                     | WK op de weg |
| 2016 |                                                                                     | opgave       |